# 어근
어근(語根; 문화어: 말뿌리)은 단어의 가장 중심이 되는 형태소를 말한다. 곧, 뜻을 갖는 말의 최소단위이다. 말밑이라고도 한다. 이것만으로 어간이 되기도 하고 다른 말과 합쳐져서 어간이 되기도 한다. 합성어의 경우 합성된 낱낱의 실질형태소, 파생어의 경우 접사를 제외한 나머지 부분이 어근에 해당한다. 어근 없이 접사끼리 합쳐져 단어를 구성하는 경우도 있다. (풋내기)
- 예: '놀이' '어른답다' '사랑하다'에서는 '놀' '어른' '사랑'이 어근이다.

## 같이 보기
- 형태론
- 어간